# Kenton Duty
Kenton Duty, född 12 maj 1995 i Plano, Texas, är en amerikansk skådespelare, dansare och sångare. Han är mest känd för rollen som unge Jacob i ABC:s dramaserie Lost och som den europeiske utbytesstudenten Gunther Hessenheffer i Shake It Up.

## Fotnoter
1. ↑  CineMagia, Cinemagia person-ID: 221292, läst: 4 april 2022.[källa från Wikidata]